# Права из система социјалног осигурања
Права из система социјалног осигурања су део људских права, које обухватају три области: пензијско-инвалидско осигурање, здравствено осигурање и осигурање за случај незапослености.

## Пензијско-инвалидско осигурање
Пензијско-инвалидско осигурање је један од облика заштите за случај старости, инвалидности или смрти, које доприноси осећају сигурности и сазнању код сваког појединца који је осигурањем обухваћен да се његов рад и труд исплате.

## Здравствено осигурање
Здравствено осигурање је вид (грана) социјалног осигурања, којим се осигураним лицима (осигураницима и члановима породице осигураника) обезбеђује право на здравствену заштиту и остала права из области здравственог осигурања (накнада зараде за време привремене спречености за рад, накнада путних трошкова у вези са коришћењем здравствене заштите и друга права).

## Осигурање за случај незапослености
Осигурање за случај незапослености засновано је на учешћу запослених лица, републичких и других органа и организација у обезбјеђивању средстава за остваривање права по основу незапослености, у обиму и на начин утврђен прописима којим се уређује област доприноса.